# Refuge de la Lavey
Pour les articles homonymes, voir Lavey.
Le refuge de la Lavey est un refuge du massif des Écrins sur la commune de Saint-Christophe-en-Oisans, dans le vallon de la Lavey qui donne au nord sur la vallée du Vénéon.
En 1882, la section de l'Isère du Club alpin français achète deux bâtiments au hameau de la Lavey. Le refuge est réaménagé et surélevé d'un étage en 1949, et agrandi en 1972. Durant l'hiver 2011, le refuge a échappé de justesse à un éboulement.
Il s'atteint depuis le hameau de Champhorent, sur la route de Saint-Christophe-en-Oisans à La Bérarde, en passant notamment par deux ponts de pierre, sur le Vénéon, et le torrent de la Muande. Le dénivelé est de 380 m pour 2 h de montée.

## Activités
Il donne accès au lac des Bèches, au lac des Rouies et aux lacs de la Muande et de Fétoules. C'est également le point de départ pour la Tête des Fétoules, les Rouies, l'Olan, la pointe Maximin, l'aiguille d'Olan ou l'aiguille des Arias, l'arête des Papillons et pour passer la brêche de l'Olan vers le Valjouffrey, ou le col de la Lavey vers le vallon de la Pilatte.